# Всемирная ассамблея по сближению исламских мазхабов
Всемирная ассамблея по сближению исламских мазхабов (перс. مجمع جهانی تقریب مذاهب اسلامی‎, араб. المجمع العالمي للتقريب بين المذاهب الإسلامية‎) — международная мусульманская экуменическая (панисламистская) организация, основанная в 1990 году в Иране. Штаб-квартира находится в Тегеране на улице аятоллы Талегани. Основным направлением деятельности является проведение международных конференций и другие формы пропаганды примирения исламских мазхабов. В Уставе организации прописан список признаваемых мазхабов. С 1999 года организация является инициатором проведения ежегодной Международной конференции по исламскому единству. При Ассамблее создан научно-исследовательский центр по разработке платформы для интеграции различных мусульманских религиозно-правовых школ, а также создан учебный Университет исламских мазхабов.
Со стороны российских мусульман действительным членом Ассамблеи с 2006 года является председатель Совета муфтиев России шейх Равиль Гайнутдин.

## История
Историю пропаганды сближения (араб. تقريب‎, такриб) исламских мазхабов начинают описывать с истории межмазхабного шиито-суннитского диалога аятоллы Боруджерди и шейха Махмуда Шальтута.
С 2001 по 2012 год организацию возглавлял Мохаммад Али Тасхири.